# Техніка Стародавнього Риму

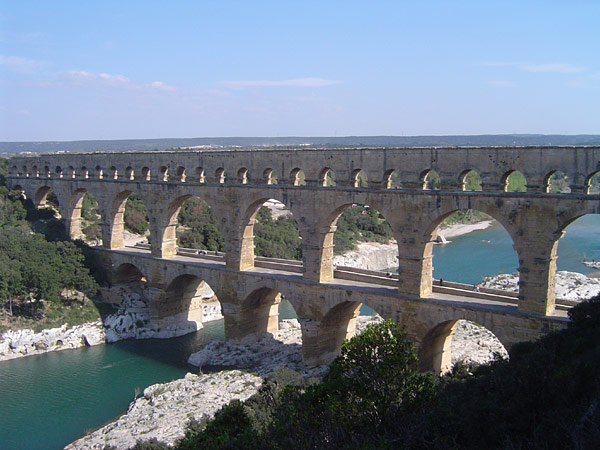
Акведук Пон-дю-Гар в Південній Франції, один із шедеврів римської архітектури

Техніка в Римській державі досягла свого розквіту між початком громадянських воєн в Римі (близько 100 р. до н. е.) та за правління Траяна (98 −117 р. н. е.).

## Загальні риси
Римська культура широко поширилася в Європі та Середземномор'ї завдяки створенню ефективної структури управління, єдиної системи права, а також завдяки вмінням римських техніків та інженерів.
У римський час не з'явилося видатних винаходів у галузі сільського господарства, обробки металів, виготовлення кераміки і тканин, подібних тим, що були створені в епоху неоліту і в бронзовому столітті цивілізаціями Єгипту і Близького Сходу, проте римляни змогли розвинути і вдосконалити відомі їм технології. Грецький культурний простір східного Середземномор'я дав римським інженерам знання основ математичних, природничих та технічних наук, які дозволили їм докорінно поліпшити виробництво енергії, агротехніку, гірничу справу і металообробку, виготовлення скла, кераміки та тканин, транспортну справу, суднобудування, інфраструктуру, будівельну справу, масове виробництво товарів, зв'язок і торгівлю.
Хоча в період Римської імперії в деяких областях господарства були передумови до початку промислової революції, римське суспільство так і залишилося на доіндустріальному рівні: машини були практично не розвинені, використовувалася праця рабів. Наукові, економічні та соціальні причини такого шляху розвитку, що характеризується істориками як стагнація античної технології, є предметом подальшого техніко-історичного дослідження.

## Джерельна база
Писемні джерела з історії римської техніки значною мірою втрачено. Винятками є технічні твори таких авторів, як Вітрувій, а також трактати природного і технічного змісту, як наприклад, праці Плінія. Крім того, інформація про римську техніку і технології міститься в історичних і наукових текстах, а також у віршах римських поетів. На відміну від історичної науки в цілому, для вивчення історії техніки більший інтерес часто представляють не письмові джерела, а збережені прилади, інструменти, засоби пересування та інші археологічні знахідки, а також античні зображення.
Аналіз і реконструкція римської техніки за допомогою археологічних знахідок ускладнюється тим, що поряд з каменем (який застосовувався, наприклад, при будівництві млинів і олійнь), залізом і бронзою для створення багатьох апаратів, використовувалися і недовговічні матеріали, такі як дерево. Тут дослідник часто змушений звертатися до зображеннями і описами римського часу, щоб відтворити образ деталей, що погано збереглися. Тим не менш, металеві прилади та інструменти в достатку трапляються дослідникам при розкопках римських міст і вілл. Завдяки цьому технології і механізми, що використовувалися римськими підприємствами (зокрема, млинами, ливарними та гончарними майстернями), нерідко можуть бути вивчені і відтворені в рамках експериментальної археології.

## Основи математики

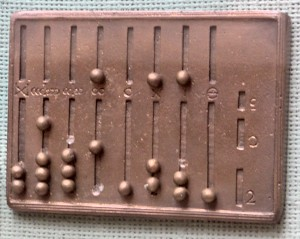
Реконструкція римського абака (Римо-німецький музей, Майнц)

Хоча вже в римський час були відомі позиційні системи числення, які були більш досконалими і нагадували сучасну десяткову систему, консервативні римляни воліли користуватися традиційною системою рахунку, в якій числа записувалися як послідовності повторюваних букв. Для практичних обчислень (зокрема, основних арифметичних дій) римська система числення не підходила. З цією метою використовувалася лічильна дошка (абак), за допомогою якої позначалися одиниці, десятки, сотні й інші розряди чисел. Таким чином, не тільки інженери та техніки, а й комерсанти, ремісники і ринкові торговці мали можливість легко робити елементарні обчислення. Для повсякденних (наприклад, торгових) обчислень римляни створили переносний варіант абака з бронзи, який легко поміщався в сумці і дозволяв за допомогою невеликих камінчиків (лат. calculi) виробляти не тільки основні арифметичні дії, а й обчислення з дробами. В принципі, абак можна було використовувати в рамках будь-якої системи числення. Особливий успіх римлян полягав у стандартизації неозорого числа можливих дробів, які могли знайти застосування у світі торгівлі — унція була приведена до єдиного значення.
У римському світі для монет, мір і ваг використовувалася дванадцяткова система, яка спочатку з'явилася в Єгипті і Вавилоні, була поширена по всьому Середземномор'ю і досягла Риму завдяки фінікійським купцям і грецьким колоністам Південної Італії. Поряд з вимірюванням ваги в унціях для цієї системи були характерні також дроби з знаменником 12, що спрощувало дії з дробами. Як «проміжна пам'ять» при множенні або розподілі великих чисел часто служили загнуті фаланги пальців рабів, які таким чином служили своїм господарям підручним засобом для фіксації чисел.
У той час як комерсанти, ремісники і техніки виробляли обчислення за допомогою унцій, в деяких областях були звичайними точніші міри ваги. Наприклад, у сфері точної механіки і при прокладці труб використовувався палець (лат. digitus), що становив 1/16 фута.
В інших областях римляни також демонстрували інтерес насамперед до практичного застосування математичних знань: так, вони знали наближене значення π {\displaystyle {\tfrac {22}{7}}\approx 3{,}142857} і використовували його крім іншого для обчислення перерізів труб. Римські землеміри, незважаючи на просту конструкцію їх приладів, могли визначати кути, підйоми і нахили.

## Джерела енергії

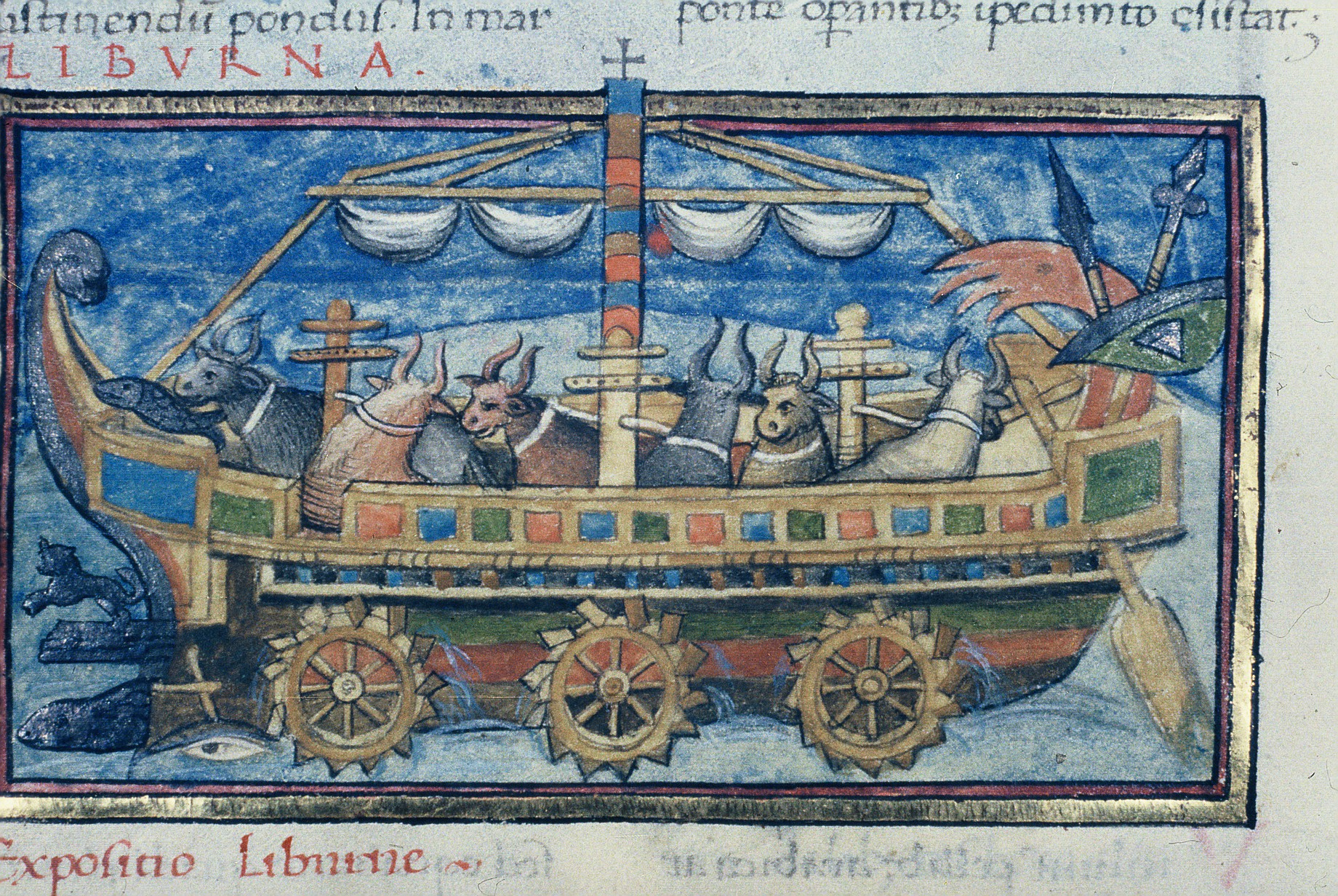
Лібурна з водяними колесами, що приводиться в рух биками (коноводне судно). Ілюстрація XV століття з видання римського трактату De Rebus Bellicis(IV ст. h. e.)

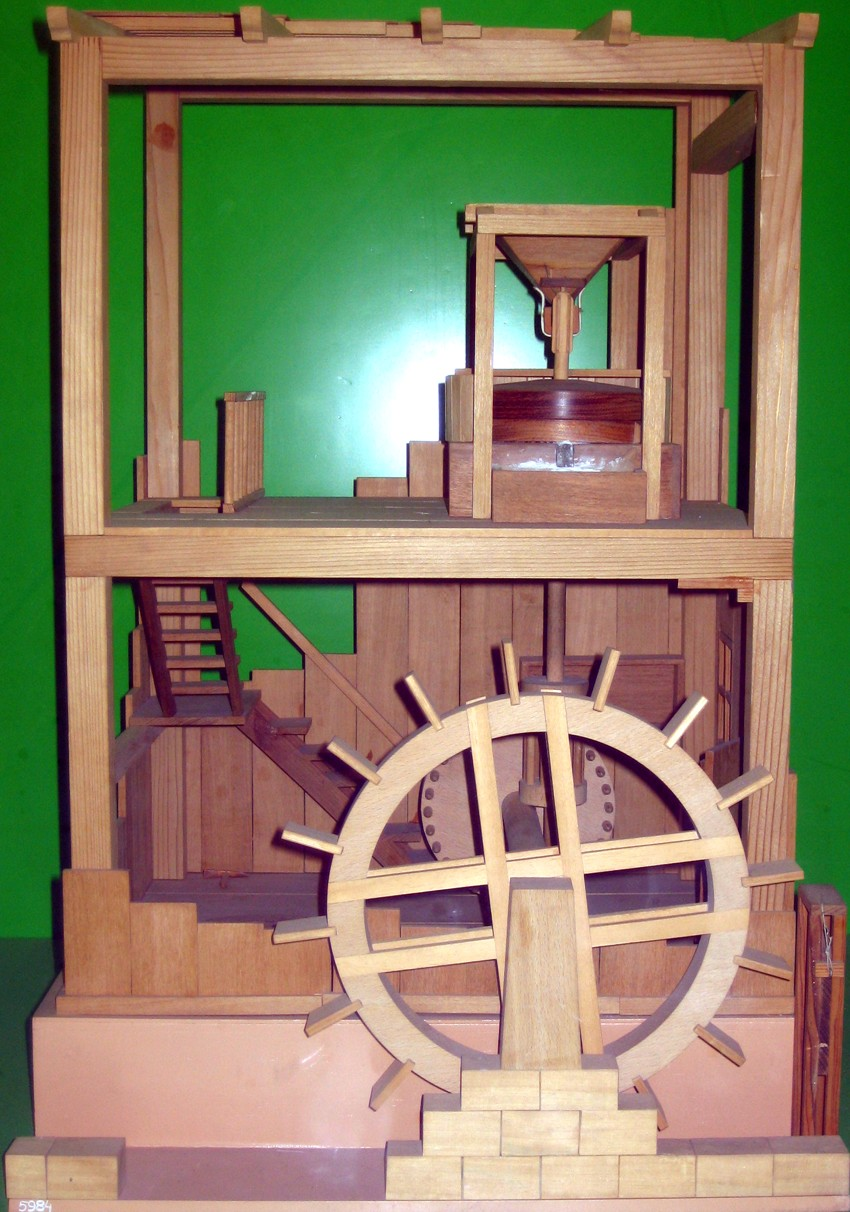
Реконструкція водяного млина по Вітрувію

Зображення водяного млина в Ієраполі. Млин був побудований у III ст. н. е. і є першою відомою машиною, в якій використовувалися колінчастий вал та шатуни

## Освітлення

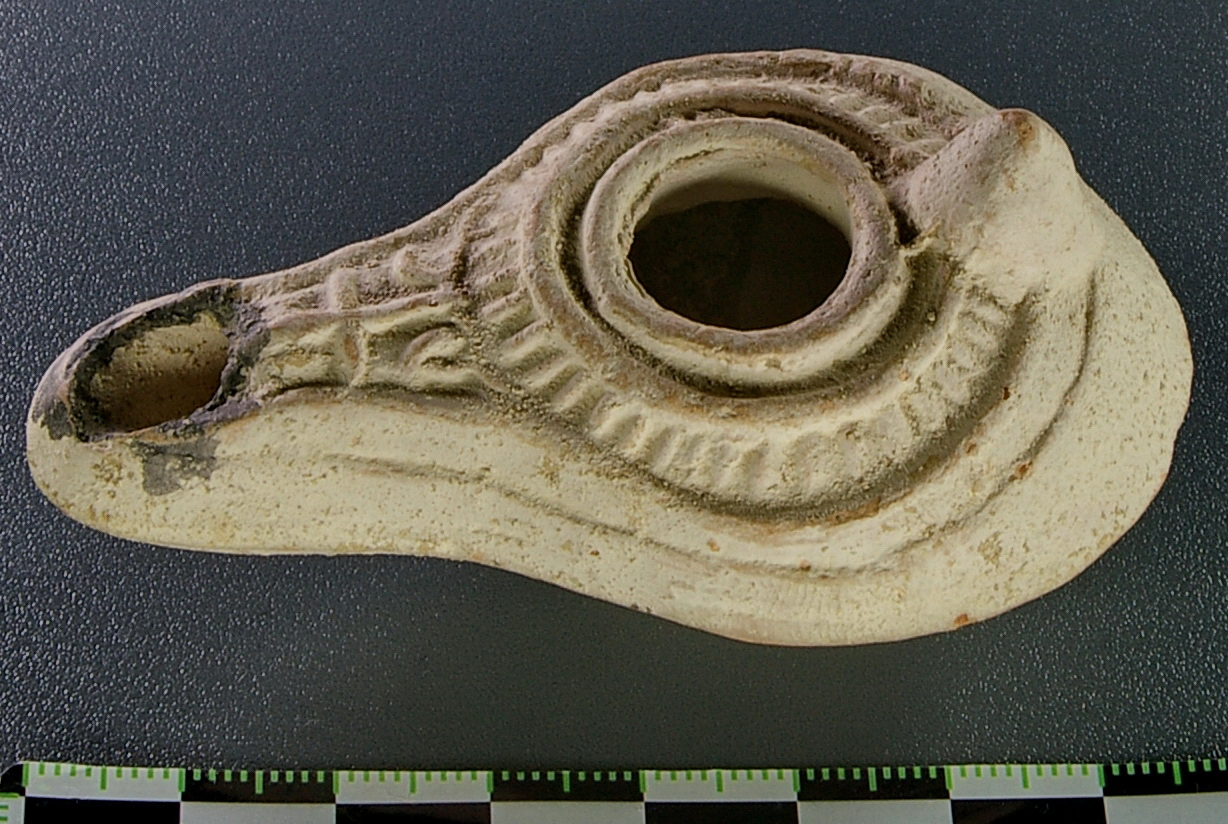
Римська олійна лампа з глини з отворами для ґнота (ліворуч) і оливкової олії